# Faith Hilling
Faith Hilling er det tredje afsnit af 16. sæson af den amerikanske tv-serie South Park og det 226. afsnit samlet. Det havde premiere på Comedy Central i USA den 28. marts 2012.
Menneskehedens evolution begynder at accelerere i en kraftfuld og skræmmende hastighed. Samtidig oplever en anden art på jorden den sammen drastiske udvikling. På et tidspunkt vil de to arter tage en kamp til døden og "Faith Hilling" kan være menneskehedens eneste håb.